# Xe siècle en musique classique
| \| • Retour à la chronologie générale de la musique classique • \| |
| Grèce • Rome • Haut Moyen Âge • VIIIe siècle • IXe siècle • Xe siècle • XIe siècle XIIe siècle • XIIIe siècle • XIVe siècle • XVe siècle • XVIe siècle • XVIIe siècle XVIIIe siècle • XIXe siècle • XXe siècle • XXIe siècle |
| • Retour à la chronologie générale de la musique classique • |

| Années en musique classique : 897 - 898 - 899 - 900 - 901 - 902 - 903    |
| Décennies en musique classique : 870 - 880 - 890 - 900 - 910 - 920 - 930 |

## Événements
- vers 900 : Musica enchiriadis et Scolia enchiriadis, traités anonymes sur la musique, attribués parfois à Hucbald de Saint-Amand, attestent d'un début de pratique polyphonique.
- 975 : Fondation du Regensburger Domspatzen.
- Premiers drames liturgiques, d'abord en référence au temps pascal ; ils se développeront au cours des trois siècles suivants.

## Naissances
- vers 990 : Guido d'Arezzo († après 1033, le 17 mai 1050 selon certaines sources).

## Décès
- 930 : Hucbald de Saint-Amand.
- 942 : Odon de Cluny.